# NGC 6506
NGC 6506 es un Cúmulo abierto en la direeción constelación de Sagitario. El objeto fue descubierto por el astrónomo John Herschel en 1834, usando un telescopio reflector con abertura de 18,6 pulgadas. 